# 大阪市道難波境川線
大阪市道難波境川線（おおさかしどうなんばさかいがわせん）は、大阪府大阪市中央区から西区に至る全長約2.7kmの主要地方道。大正橋交差点（大正通交点）以東に千日前通の愛称が付けられている。
- 起点： 難波交差点 （御堂筋交点）
- 終点： 境川交差点 （みなと通交点）

## 接続道路
| 接続する道路 北← 難波境川線 →南      | 接続する道路 北← 難波境川線 →南   | 交差点・ランプ | 交差点・ランプ | 交差点・ランプ |
| ------------------------------------ | --------------------------------- | -------------- | -------------- | -------------- |
| 府道702号大阪枚岡奈良線 ＜千日前通＞ |                                   |                |                |                |
| 国道25号 ＜御堂筋＞                  | 国道25号 ＜御堂筋＞               | 難波           | 大阪市         | 中央区         |
| 市道南北線 ＜四つ橋筋＞              | 市道南北線 ＜四つ橋筋＞           | 湊町南         | 大阪市         | 浪速区         |
| 阪神高速15号堺線                     | －                                | 湊町出口       | 大阪市         | 浪速区         |
| 府道41号大阪伊丹線 ＜なにわ筋＞      | 府道41号大阪伊丹線 ＜なにわ筋＞   | 幸町1          | 大阪市         | 浪速区         |
| 市道中之島桜川線 ＜あみだ池筋＞      | 市道中之島桜川線 ＜あみだ池筋＞   | 桜川2          | 大阪市         | 浪速区         |
| 府道29号大阪臨海線 ＜新なにわ筋＞    | 府道29号大阪臨海線 ＜新なにわ筋＞ | 汐見橋         | 大阪市         | 浪速区         |
| 府道29号大阪臨海線 ＜新なにわ筋＞    | 阪神高速15号堺線 汐見橋入口       | 汐見橋         | 大阪市         | 浪速区         |
| 府道173号大阪八尾線 ＜大正通＞       | 府道173号大阪八尾線 ＜大正通＞    | 大正橋         | 大阪市         | 大正区         |
| 国道172号 ＜みなと通＞               | 国道172号 ＜みなと通＞            | 境川           | 大阪市         | 西区           |
| 都市計画道路境川線 （辰巳橋方面）    |                                   |                |                |                |

## 沿線情報
- 湊町リバープレイス （なんばHatch）
- 大阪シティエアターミナル（OCAT）
- 京セラドーム大阪